# Kirchberg an der Murr
Kirchberg an der Murr település Németországban, azon belül Baden-Württembergben. Lakosainak száma 4140 fő (2023. december 31.).

## Népesség
A település népessége az elmúlt években az alábbi módon változott:
| Lakosok száma | 2455 | 2769 | 3343 | 3263 | 3214 | 3637 | 3628 | 3668 | 3668 | 4140 |
|               | 1961 | 1967 | 1974 | 1980 | 1987 | 1993 | 2000 | 2006 | 2013 | 2023 |